# Ruth Frischmannová

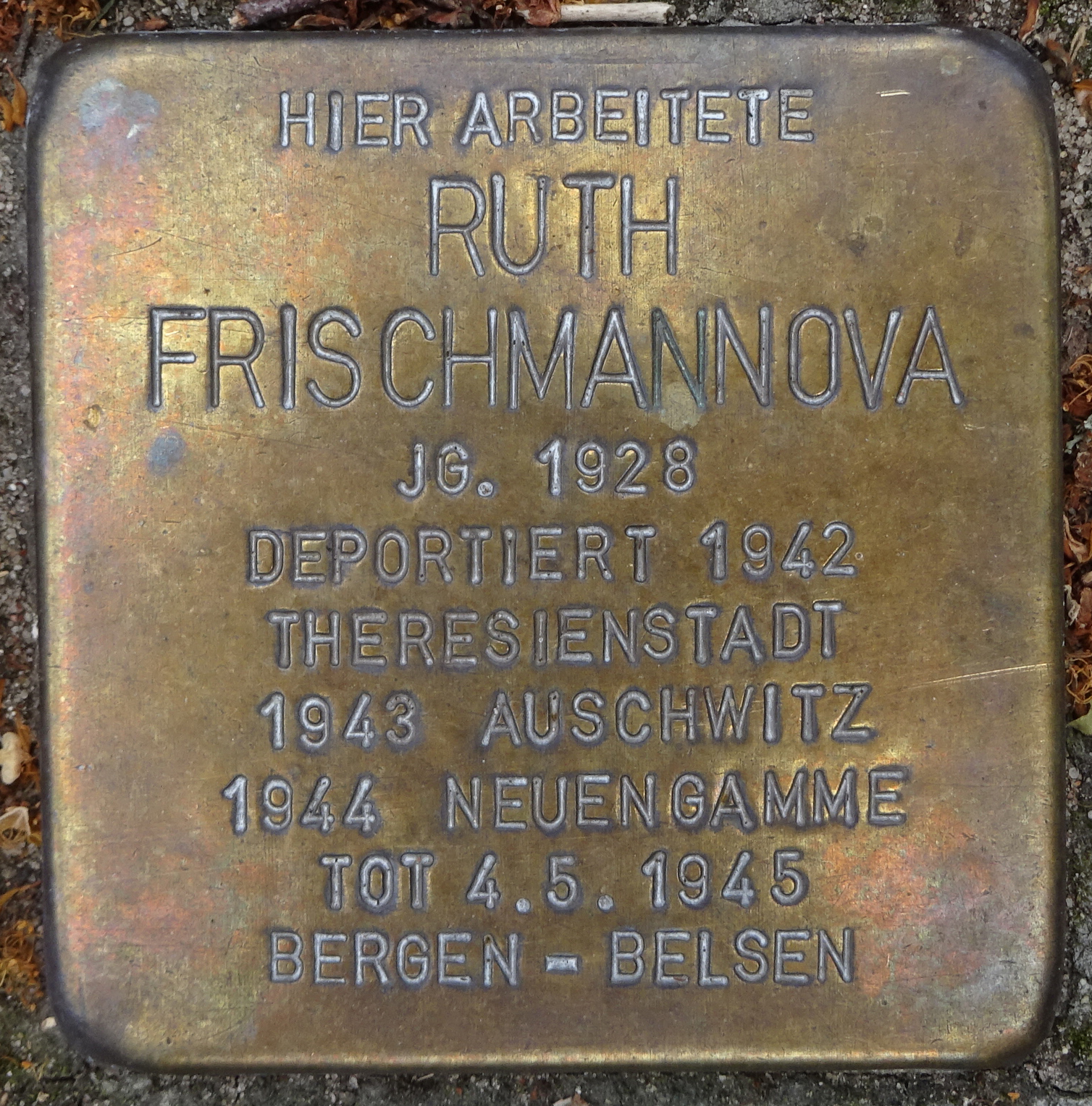
Stolperstein am Falkenbergsweg

Ruth Frischmannová (geboren am 1. Januar 1928 in Hradec Králové; gestorben am 4. Mai 1945 im KZ Bergen-Belsen) war ein Opfer des Holocaust.

## Leben
Ihre Eltern, Rudolf und Anna Frischmann, waren Juden. Sie hatte eine drei Jahre ältere Schwester, Kamila Sieglová, geb. Frischmann. Ruth war 12 Jahre alt, als ihr Leben und das ihrer Familie im 1939 nach der sogenannten Zerschlagung der Rest-Tschechei durch die Wehrmacht eine plötzliche Wende nahm. Damit begann die systematische Unterdrückung der tschechischen und speziell der jüdischen Bevölkerung. Die tschechischen Juden mussten sich umgehend registrieren lassen und in der Öffentlichkeit den „Gelben Stern“ tragen. Mehrere Anordnungen wurden erlassen, die die jüdische Bevölkerung weiter gesellschaftlich isolierten und sie am Ende in den wirtschaftlichen Ruin trieben. Unter diesen Belastungen brach Ruths Vater, Rudolf Frischmann, zusammen und starb im Jahr 1942.
Elf Monate nach dem Tod ihres Vaters wurde Ruth mitsamt ihrer Schwester und ihrer Mutter in das Getto Theresienstadt deportiert, das eine Durchgangsstation zum Vernichtungslager Auschwitz darstellte. In Theresienstadt wurde sie 1944 nach einer Selektion durch einen SS-Arzt als arbeitsfähig eingestuft und nach Hamburg deportiert, wo sie nacheinander in den KZ-Außenlagern „Dessauer Ufer“, Neugraben und Tiefstack als Häftling Zwangsarbeit leisten musste. Die anderen 7000 tschechischen Jüdinnen und Juden, die nicht als arbeitsfähig eingestuft wurden, wurden nach Auschwitz deportiert und in den Gaskammern ermordet.
Im März 1945 wurde Ruth bei einem Bombenangriff schwer verletzt. Kurz danach verlegte man sie mit ihrer Mutter und ihrer Schwester nach Bergen-Belsen, wo sie ihren Verletzungen erlag. Ihre Mutter und Schwester überlebten und kehrten drei Monate später wieder in ihre Heimat zurück.